# Powiat sarneński
Powiat sarneński – dawna jednostka samorządu terytorialnego II stopnia i podziału administracyjnego, utworzona 15 marca 1920 r. pod Zarządem Cywilnym Ziem Wołynia i Frontu Podolskiego z dotychczasowych gmin powiatu rówieńskiego: Wysock, Dąbrowica, Lubikowicze, Niemowicze i Wiry oraz gmin powiatu owruckiego: Kisorycze, Olewsk i Jurowo. 1 czerwca 1920 r. przekazany Rządowi Rzeczypospolitej Polskiej (w granicach należących dawniej do powiatu rówieńskiego). 12 grudnia 1920 r. do powiatu pod Zarządem Terenów Przyfrontowych i Etapowych przyłączono gminy: Bereźnica, Włodzimierzec, Horodziec, Rafałówka i Bielska Wola z powiatu łuckiego. 19 lutego 1921 r. wszedł w skład nowo utworzonego województwa poleskiego II Rzeczypospolitej. 16 grudnia 1930 r. został przyłączony do województwa wołyńskiego. Jego siedzibą było miasto Sarny. W skład powiatu wchodziło 9 gmin wiejskich, 3 miejskie, 172 gromady wiejskie (sołectwa), 1 miasto i 5 miasteczek.
1 stycznia 1923 r. wyłączono gminę Wysock do nowo utworzonego powiatu stolińskiego.

## Dane
Powiat sarneński zajmował północno-wschodnią część województwa wołyńskiego i graniczył: od zachodu z powiatami kowelskim i łuckim, od północy z województwem poleskim (powiaty piński i stoliński), od wschodu granica jego przebiegała wzdłuż granicy państwowej Polska-ZSRR, zaś od południa graniczył z powiatem kostopolskim.
Powierzchnia powiatu wynosiła 5.478 km², a ludność 181,3 tys. osób (według spisu z 1931 r.), a więc dawała wskaźnik zamieszkania 33 osoby na 1 km².
Według drugiego powszechnego spisu ludności z 1931 roku powiat liczył 181 284 mieszkańców, 28 192 było rzymskokatolickiego wyznania, 450 – unickiego, 132 241 – prawosławnego wyznania, 816 – augsburskiego, 65 – reformowanego, 57 – unijne ewangelickie, 762 osób podało wyznanie ewangelickie bez bliższego określenia, 2 478 – inne chrześcijańskie, 16 088 – mojżeszowe, 5 – inne niechrześcijańskie, 122 osób nie podało przynależności konfesyjnej.

## Podział administracyjny

### Gminy
- gmina Antonówka nad Horyniem (od 1928, wcześniej: gmina Horodziec[8][9])
- gmina Bielska Wola
- gmina Bereźnica (do 1928)[10]
- gmina Dąbrowica (miejska)
- gmina Dąbrowica
- gmina Horodziec (do 1928, następnie: gmina Antonówka nad Horyniem)[8]
- gmina Kisorycze
- gmina Klesów
- gmina Lubikowicze
- gmina Niemowicze
- gmina Rafałówka
- gmina Rokitno (miejska)
- gmina Sarny (miejska)
- gmina Włodzimierzec
- gmina Wysock (do 1922)[11]

### Miasta
- Bereźnica (do ?)
- Dąbrowica
- Rokitno[12]
- Sarny
- Włodzimierzec (do ?)
- Wysock (do 1922)[11]

## Starostowie
- Stanisław Rutkowski (1920-)[13]